# Le Ban-Saint-Martin
Le Ban-Saint-Martin è un comune francese di 4 405 abitanti situato nel dipartimento della Mosella nella regione del Grand Est.

## Società

### Evoluzione demografica
Abitanti censiti